# Lychas kamshetensis
Espèce
Lychas kamshetensis est une espèce de scorpions de la famille des Buthidae.

## Distribution
Cette espèce est endémique du Maharashtra en Inde. Elle se rencontre dans le district de Pune.

## Description
La femelle holotype mesure 27,75 mm.

## Étymologie
Son nom d'espèce, composé de kamshet et du suffixe latin -ensis, « qui vit dans, qui habite », lui a été donné en référence au lieu de sa découverte, le Kamshet.

## Publication originale
- Tikader & Bastawade, 1983 : The fauna of India: Scorpions. Scorpionida, Arachnida. Vol III. The Zoological Survey of India, Calcutta, p. 1–668.